# Melanaspis bolivari
Melanaspis bolivari är en insektsart som beskrevs av Alfred Serge Balachowsky 1959. Melanaspis bolivari ingår i släktet Melanaspis och familjen pansarsköldlöss.
Artens utbredningsområde är Colombia. Inga underarter finns listade i Catalogue of Life.